# 白文帳

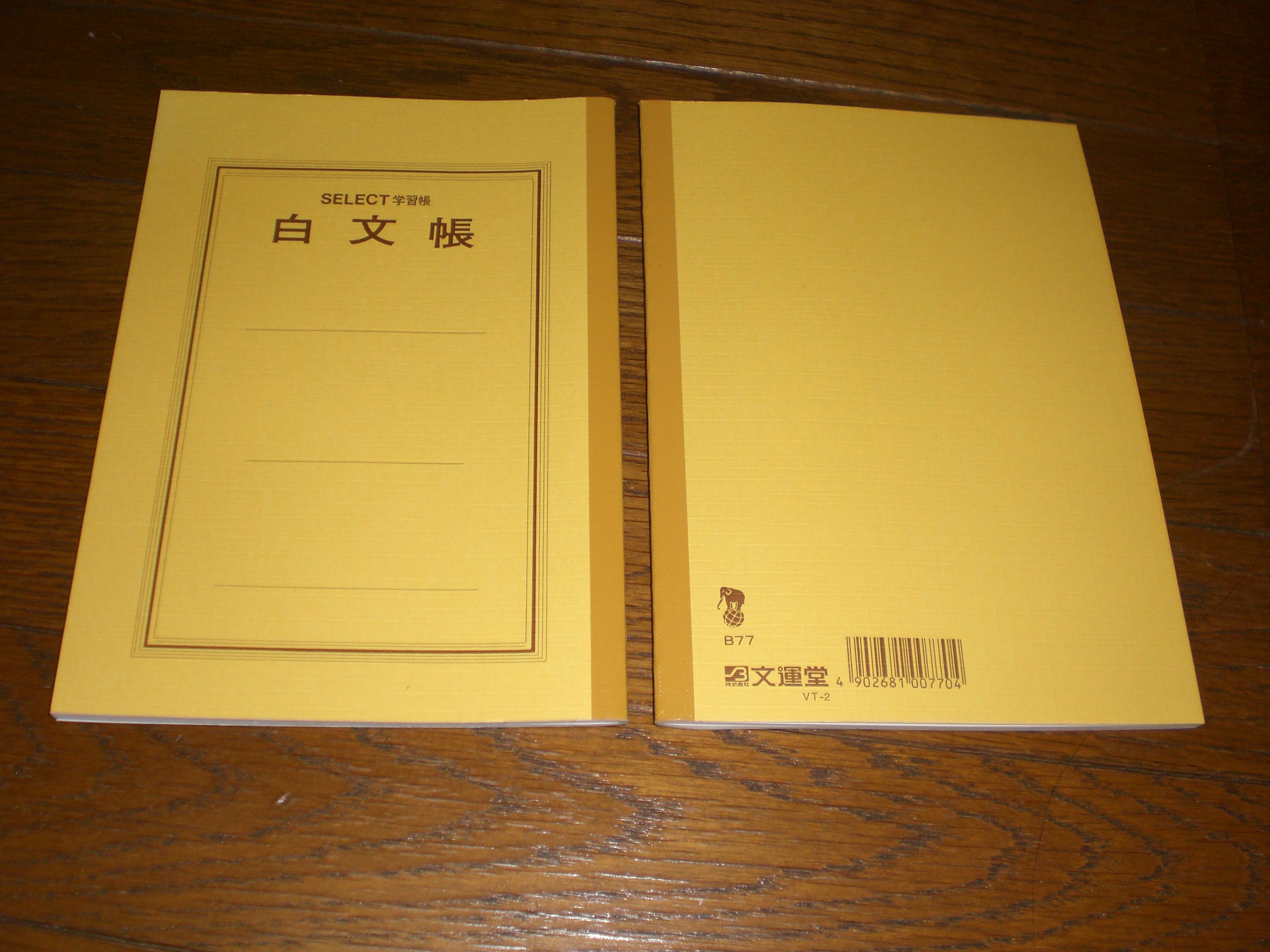
白文帳の表紙と背表紙

白文帳（はくぶんちょう）は、長野県で考案され主に長野県だけで使われてきた漢字練習用のノートブックである。
大きさは主としてA5サイズで、縦書きで使用する。なお、「白文」とは仮名を交えず漢字のみで書かれた文を意味する。1930年代後半に長野県の教師が考案し、同県松本市の中学校で使われ始めた。文運堂が長野県向けに製造・販売を行っている。年間13万冊程度が販売されており、そのほとんどが長野県で消費されている。
従来から表紙は黄土色になっているものが多い。1冊あたり30枚綴じ（60ページ）の構成で、約10ミリメートル四方のマスが1ページあたり縦18マス×横13マス印刷されているものが一般的である。なお、漢字の学習に利用するノートとして同様の製品に漢字練習帳や百字練習帳などが挙げられるが、いずれもマス罫線の構成が大きく異なり、区別する必要がある。
長野県内の中学校で、生徒の漢字練習用に採用されている。考案当初は漢文の音読の練習が主な用途であった。現在の使用法の一例としては、宿題として1日に1ページ以上漢字を練習し、毎日あるいは定期的に学校に提出するなどがある。白文帳そのものは、単純にマス目が並んだだけのどこにでもある平凡なノートであり、毎日1ページ練習するという見えない伝統に価値があるとする意見もある。その一方、単なる作業になっているとして、白文帳を廃止する学校もある。
読売テレビ「秘密のケンミンSHOW」の2008年12月4日放送分で紹介され、知名度を上げることとなった。フジテレビ「めざましどようび」の2011年10月29日放送分でも紹介された。

## 製品
- SELECT学習帳 - 文運堂